# Dachetola pione
Dachetola pione is een vlindersoort uit de familie van de prachtvlinders (Riodinidae), onderfamilie Riodininae.
Dachetola pione werd in 1868 beschreven door H. Bates.